# Géoblocage

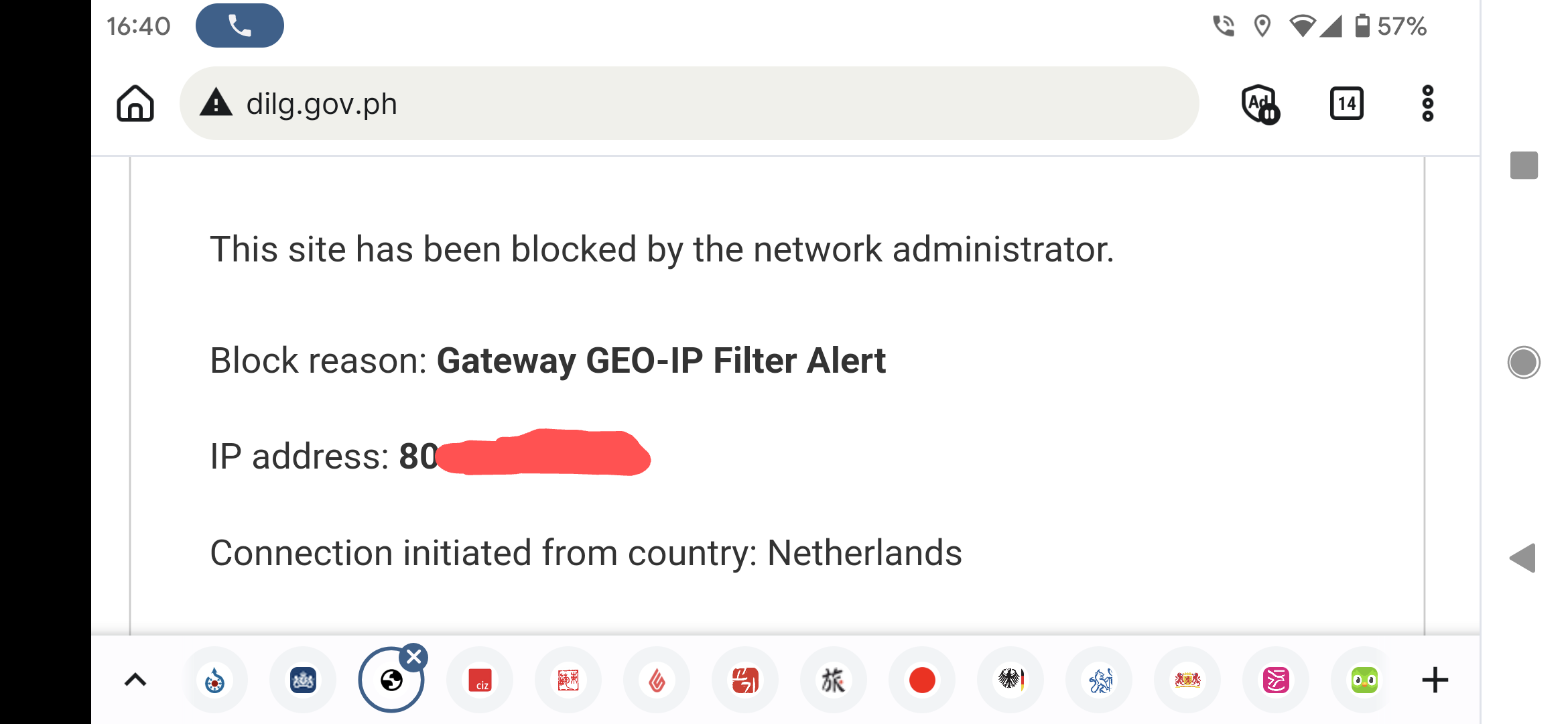
Exemple de message d'erreur expliquant le géoblocage

Le géoblocage ou blocage géographique est une technologie qui restreint l'accès au contenu Internet en fonction de l'emplacement géographique de l'utilisateur. Dans un schéma de blocage géographique, l'emplacement de l'utilisateur est déterminé à l'aide de techniques de géolocalisation, telles que la recherche de l'adresse IP de l'utilisateur dans une liste noire, une liste blanche ou une liste de comptes, et la mesure du délai de bout en bout d'une connexion réseau pour estimer l'emplacement physique de l'utilisateur,. Le résultat de cette vérification sert à déterminer si le système va approuver ou refuser l'accès au site web ou à un contenu particulier.